# 菊間駅
菊間駅（きくまえき）は、愛媛県今治市菊間町浜にある四国旅客鉄道（JR四国）予讃線の駅である。駅番号はY45。

## 歴史
かつては一部の急行列車が停車しており、1988（昭和63）年4月ダイヤ改正時点では、下り「うわじま」1号と「いよ」3号が停車していた（上りは全列車通過）。
菊間駅は港が近く、面積1400㎡、貯炭能力3000トンの鉄道用燃料貯炭場が設置された。開通一年前の1924（大正13）年6月には神戸の業者がすでに菊間町と交渉を進め、同年11月末には内定。町では貯炭場となる265坪に対し、坪3円の補償を決定し、港の拡張工事などにも取り組んだ。配炭所には遍照院の裏まで引き込み線を新設し、300坪を充て、15坪の事務所兼宿舎も建築した。石炭は、九州の宮尾より伊予石炭合資会社が購入し、後には松山機関区へ毎月1000～1500トン、西条機関区へは毎月800トンを無蓋貨車にて配給していた。
菊間瓦の海上輸送を担った海運業者が、貯炭場の開設に伴い石炭輸送の大型船に転向、海運業がは飛躍した。鉄道輸送による菊間瓦の販路の拡大も大きく、その後、1935（昭和10）年、鉄道省は西四国と中国を結ぶ連絡航路を計画。その航路として菊間～仁方が内定した。しかし、その後の松山・今治の誘致運動に破れ、戦時体制突入により、この計画は変更され、仁堀連絡船（仁堀航路）として営業を開始した。航路開設後に備え旅館の営業許可を受けた家が多く、現在も町の規模や地理的位置の割には比較的多い。

### 年表
- 1925（大正14）年6月21日：鉄道省によって開設[3]。
- 1950（昭和25）年3月18日：昭和天皇のお召し列車が5分間停車。駅前奉迎が行われた（昭和天皇の戦後巡幸）[8]。
- 1971（昭和46）年11月8日：貨物取扱廃止[3]。
- 1985（昭和60）年3月14日：荷物扱い廃止[3]。駅員無配置駅となる[9]。
- 1987（昭和62）年4月1日：国鉄分割民営化により、JR四国の駅となる[3]。
- 1988（昭和63）年3月：駅員を再配置し、有人駅となる[10]。
- 1990（平成2）年11月21日：土日祝日の駅員配置を取止め[11]。
- 2010（平成22）年10月1日：再度無人化[4][12]。

## 駅構造
北側から1番線が上下副本線、2番線が上下本線（今治駅方制限速度85km/h、松山駅方制限速度100km/h）で相対式ホーム2面2線を有する地上駅。2つのホームは跨線橋で結ばれている。1番のりば側に駅舎があり、2番のりば側にも駅南側に通じる階段がある。2番のりばには待合室が備えられている。

### のりば
| のりば | 路線    | 方向 | 行先                       | 備考                       |
| ------ | ------- | ---- | -------------------------- | -------------------------- |
| 1      | ■予讃線 | 上り | 今治・伊予西条・高松方面   |                            |
| 1      | ■予讃線 | 下り | 伊予北条・松山・伊予市方面 | 通常はこのホーム           |
| 2      | ■予讃線 | 下り | 伊予北条・松山・伊予市方面 | 停車列車同士の行違い時のみ |

- 特急などの通過列車は上下線共原則2番線を通過するが、停車列車は上下線とも駅舎側の1番のりばを優先的に使用する。

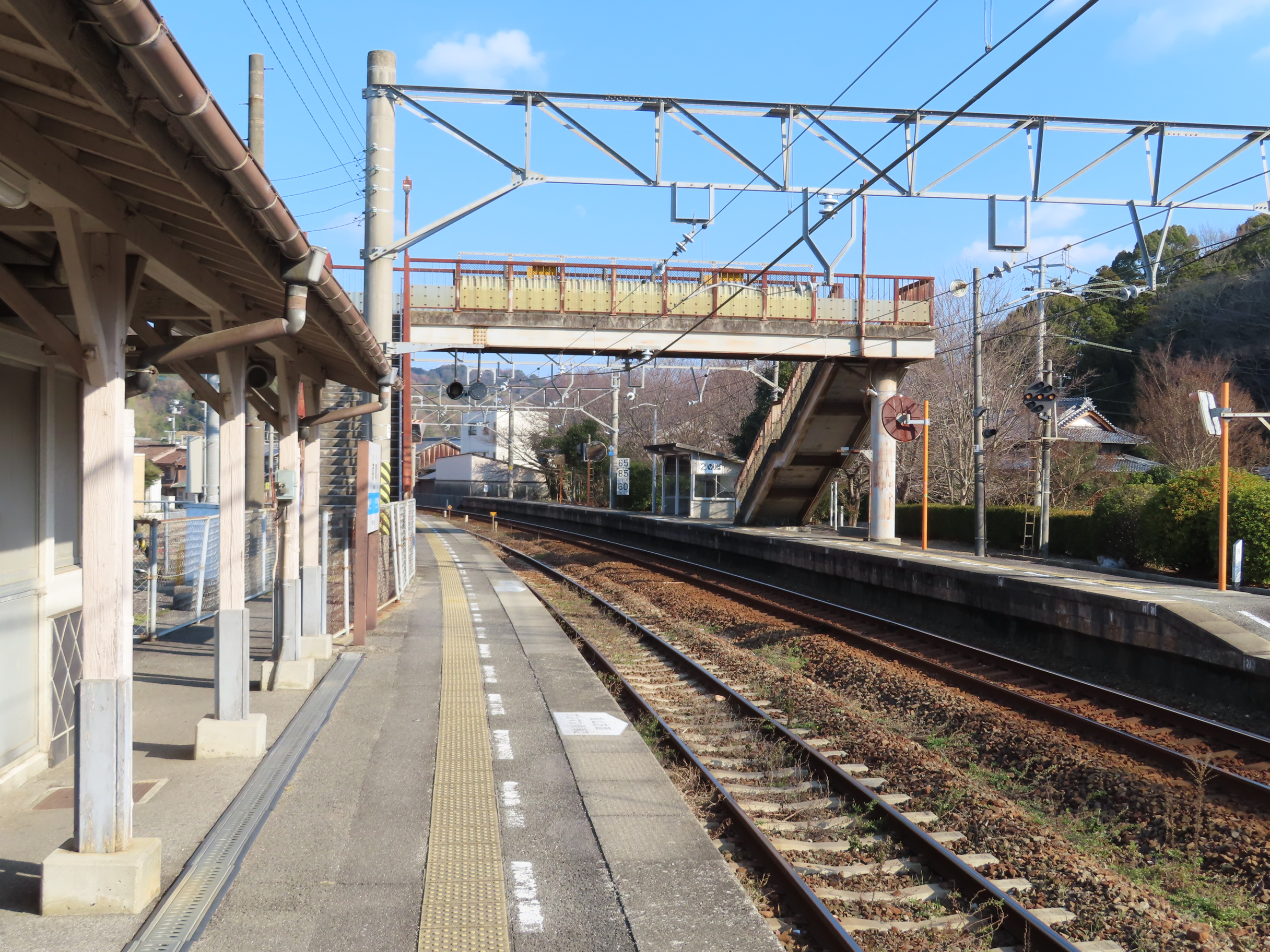
ホーム（2023年1月）

## 駅周辺
- 瓦のふるさと公園
  - 旧菊間町は四国の瓦の発祥の地。そのアピールのため、1997年に菊間駅のすぐ南の小さな山が「瓦のふるさと公園」として整備された。山の上に出来た時計台には「瓦の町」の文字が刻まれ、夜はライトアップされる。駅からも見える、菊間のシンボルとなっている。
- かわら館（同公園内）
  - 「瓦のふるさと公園」の開園と同時に瓦制作を体験出来る「かわら館」がオープンした。駅から徒歩3分。
- 歌仙の滝
- 今治市役所菊間支所
- 国道196号
- 愛媛県道168号菊間停車場線
- 太陽石油四国事業所
- 今治市立菊間小学校
- 今治市立菊間中学校

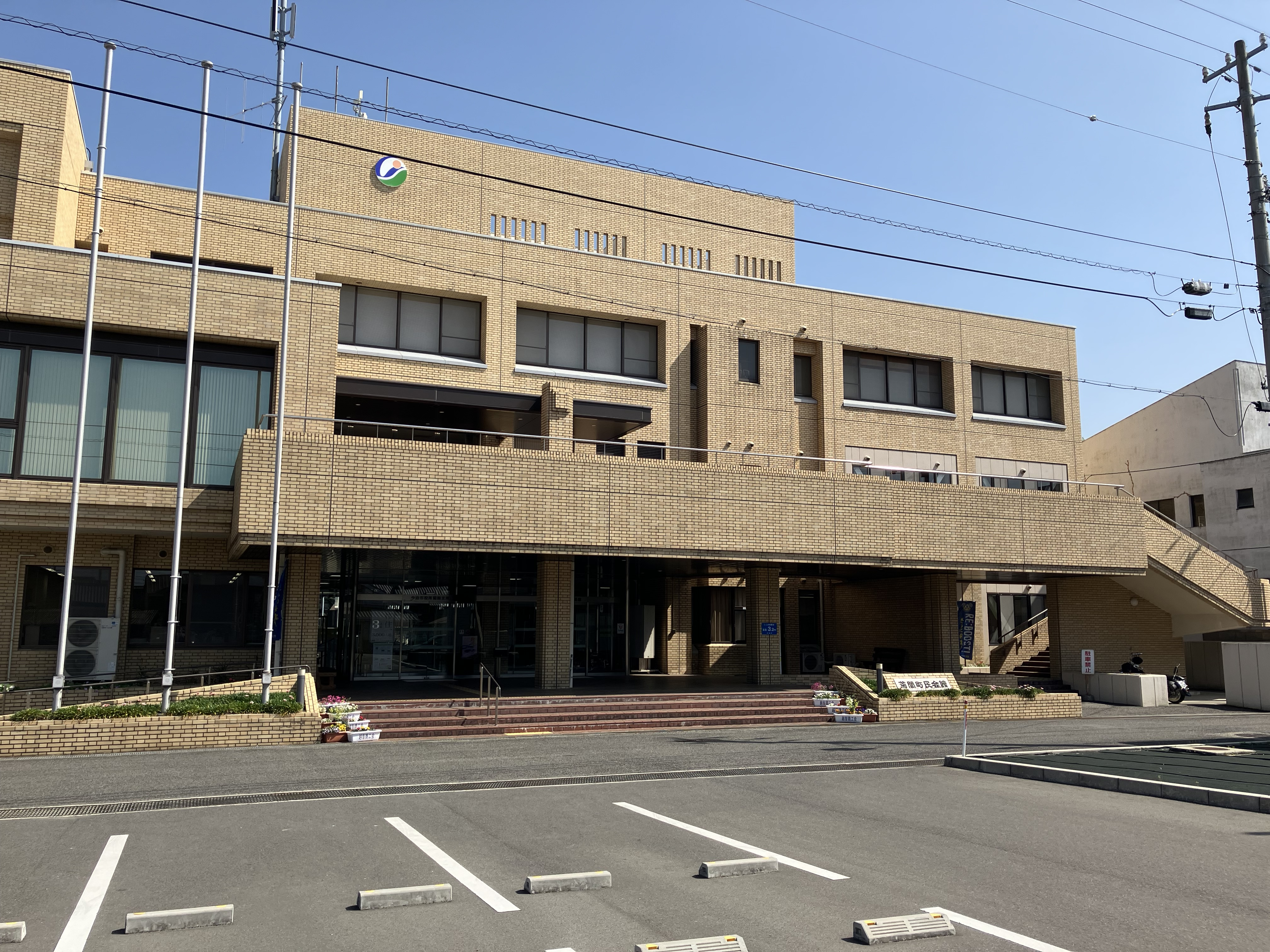
今治市役所菊間支所（2025年4月）

## 隣の駅
四国旅客鉄道（JR四国）
■予讃線
伊予亀岡駅 (Y44) - 菊間駅 (Y45) - 浅海駅 (Y46)